# APA da Nascente do Rio das Balsas
A Área de Proteção Ambiental da Nascente do Rio das Balsas é uma unidade de conservação localizada no sul do estado do Maranhão, entre a Serra do Penitente e a Chapada das Mangabeiras, com área estimada em 655.200 ha. Abrange os municípios de Balsas e Alto Parnaíba.
Foi criada pelo Decreto Nº 14.968 de 20 de março de 1996. A princípio, a unidade foi criada como Reserva de Recursos Naturais da Nascente do Rio das Balsas, porém de acordo com o Sistema Estadual de Unidades de Conservação da Natureza do Maranhão – SEUC, a categoria Reserva de Recursos Naturais passa a ser Área de Proteção Ambiental. 
A APA abriga as nascentes do Rio das Balsas, afluente do rio Parnaíba, e sua criação visou assegurar a qualidade das águas e a proteção da biodiversidade típica dos cerrados maranhenses.